# Frigyes
A Frigyes 19. századi névalkotás a frigy szóból a Friedrich név magyarosítására. A Friedrich germán eredetű név, mely korábban Fridrik alakban fordult elő Magyarországon. Jelentése béke, védelem + hatalmas, uralkodó. Női párja: Friderika.

## Rokon nevek
- Fridolin:[1] a Friedrich és a Gottfried (Gotfrid) német beceneve.[2]
- Frederik

## Gyakorisága
Az 1990-es években a Frigyes igen ritka, a Fridolin szórványos név volt, a 2000-es években nem szerepelnek a 100 leggyakoribb férfinév között.

## Névnapok
Frigyes
- március 3.
- július 18.

Fridolin
- március 6.

## Változatai más nyelveken
- Angol Frederick,
- Cseh Bedřich,
- Francia Frédéric, Frédérick,
- Fríz Freddercke / Freerk,
- Hawaii Peleke,[forrás?]
- Holland Frederik,
- Ír Feardorcha,[5]
- Izlandi Friðrik,
- Lengyel Fryderyk,
- Lett Fricis,
- Német Friedrich,
- Olasz Federico,
- Portugál Frederico,
- Spanyol Federigo,
- Szlovén Friderik,

## Híres Frigyesek, Fridolinok
- Astaire, Fred amerikai színész, táncos
- Bán Frigyes filmrendező
- Frédéric Chopin lengyel zeneszerző
- Friedrich Dürrenmatt svájci író, drámaíró, festő
- Friedrich Engels német filozófus
- Federico Fellini olasz filmrendező
- Federico García Lorca spanyol drámaíró, költő
- Carl Friedrich Gauss német matematikus
- Georg Friedrich Händel német zeneszerző
- Hegedűs Frigyes öttusázó, edző, sportvezető
- Hollósi Frigyes színész
- Hollósi Frigyes evezős, úszó, edző, sportvezető
- Friedrich Hölderlin német költő, író
- Frédéric Joliot-Curie Nobel-díjas francia fizikus
- Karinthy Frigyes író, költő
- Freddie Mercury énekes
- Minder Frigyes labdarúgó, szövetségi kapitány, sportvezető
- Frédéric Mistral Nobel-díjas provanszi író
- Friedrich Müller (id.) erdélyi szász evangélikus püspök
- Pleszkán Frigyes jazz-zongorista
- báró Podmaniczky Frigyes író, politikus, "Budapest vőlegénye"(Krúdy Gyula)
- Raum Frigyes geodéta mérnök
- Reiner Frigyes karmester
- Friedrich Schiller német író, költő
- Schulek Frigyes építész
- Stühmer Frigyes cukrász
- Pogány Frigyes építész
- Bedřich Smetana cseh zeneszerző
- Friedrich Teutsch erdélyi szász evangélikus püspök

## Uralkodók és leszármazottaik
- I. Frigyes német-római császár
- II. Frigyes német-római császár
- (III.) Frigyes német király (ellenkirály)
- III. Frigyes német-római császár
- I. Frigyes porosz király
- II. Frigyes porosz király
- III. Frigyes német császár
- I. Frigyes Vilmos porosz király
- II. Frigyes Vilmos porosz király
- II. Frigyes Vilmos porosz király
- IV. Frigyes Vilmos porosz király
- Frigyes György porosz herceg, a Hohenzollern-ház feje
- I. Frigyes szicíliai király, II. Frigyes néven német-római császár
- II. Frigyes szicíliai király
- III. Frigyes szicíliai király
- IV. Frigyes nápolyi király
- Aragóniai Frigyes (Péter) szicíliai trónörökös, I. Mária szicíliai királynő és I. Márton szicíliai király fia
- Aragóniai Frigyes lunai gróf, aragón és szicíliai trónkövetelő, I. Márton szicíliai király természetes fia
- I. Frigyes dán, norvég király
- II. Frigyes dán, norvég király
- III. Frigyes dán, norvég király
- IV. Frigyes dán, norvég király
- V. Frigyes dán, norvég király
- VI. Frigyes dán, norvég király
- VII. Frigyes dán király
- VIII. Frigyes dán király
- IX. Frigyes dán király
- Frigyes dán királyi herceg, dán trónörökös, II. Margit dán királynő fia
- Frigyes szász herceg, a Német Lovagrend nagymestere
- Frigyes württembergi király
- I. Frigyes Ágost szász király
- I. Frigyes osztrák herceg
- II. Frigyes osztrák herceg
- III. Frigyes osztrák herceg, (III.) Frigyes német király
- IV. Frigyes osztrák herceg
- III. Frigyes névleges osztrák herceg